# Yair Rodríguez
Yair Raziel Rodríguez Portillo (Hidalgo del Parral, Chihuahua, 6 de octubre de 1992) es un artista marcial mixto mexicano que compite en la división de peso pluma de Ultimate Fighting Championship (UFC), donde ha sido Campeón Interino de Peso Pluma de UFC en una ocasión. Es el ganador del torneo de peso pluma de The Ultimate Fighter: Latin America. Desde el 27 de febrero de 2024, está en la posición #4 del ranking de peso pluma de UFC.

## Primeros años
Yair Raziel Rodríguez Portillo nació y creció en Parral, Chihuahua, hijo de Rigoberto Rodríguez Olivas y Norma Alicia Portillo. Rodríguez empezó en el Taekwondo a los cinco años de edad.

## Carrera de artes marciales mixtas

### The Ultimate Fighter: Latin America
En mayo de 2014, se reveló que Rodríguez era miembro del elenco de The Ultimate Fighter: Latin America, compitiendo por el equipo Velásquez.
Durante el transcurso del espectáculo, Rodríguez primero derrotó a Humberto Brown en los cuartos de final vía sumisión (triangle choke). En las semifinales, Rodríguez pasó a derrotar a su compañero, el miembro del equipo Veláquez, Rodolfo Rubio, a través de sumisión (golpes) para llegar a la final.

### Ultimate Fighting Championship
Rodríguez hizo su debut oficial en el UFC el 15 de noviembre de 2014 en el UFC 180, enfrentando al compañero de reparto Leonardo Morales en las finales de peso pluma. Rodríguez derrotó a Morales por decisión unánime para convertirse en el ganador del torneo.
Para su segunda pelea con la promoción, Rodríguez enfrentó a Charles Rosa el 13 de junio de 2015 en el UFC 188. Ganó la pelea por decisión dividida. La victoria también le valió a Rodríguez el premio a Pelea de la Noche.
Rodríguez se enfrentó a Dan Hooker el 3 de octubre de 2015 en UFC 192. Ganó la pelea por decisión unánime.
Rodríguez enfrentó a Andre Fili el 23 de abril de 2016 en el UFC 197. Ganó la pelea por nocaut en la segunda ronda y fue galardonado con el premio a Actuación de la Noche.
Rodríguez se enfrentó a Alex Caceres el 6 de agosto de 2016 en UFC Fight Night 92. Ganó la pelea por decisión dividida, extendiendo su racha ganadora a 7. Ambos participantes fueron galardonados con el premio a Pelea de la Noche.
Rodríguez enfrentó a BJ Penn el 15 de enero de 2017, en UFC Fight Night 101. Ganó la pelea por nocaut técnico, extendiendo su racha ganadora a 8.
Rodríguez enfrentó a Frankie Edgar el 13 de mayo de 2017 en UFC 211. Perdió la pelea por TKO al final de la segunda ronda debido a una parada médica por un hinchazón en el ojo izquierdo.
A finales de octubre, Rodríguez acordó reemplazar a Frankie Edgar y pelear contra Chan Sung Jung el 10 de noviembre de 2018 en UFC Fight Night 139, luego de que Edgar saliera del combate debido a una lesión. Rodríguez ganó la pelea por nocaut por medio de un codo en reversa a los 4 minutos y 59 segundos en el quinto asalto. Fue galardonado con los premios Pelea de la Noche y Actuación de la Noche.
Rodríguez se enfrentó a Jeremy Stephens el 21 de septiembre de 2019 en el evento principal de UFC por ESPN + 17. El combate terminó en una pelea nula, tras solo 15 segundos de haber iniciado el primer asalto, después de que Rodríguez picara accidentalmente a Stephens el ojo izquierdo de Stephens, dejando a su oponente incapaz de continuar.
Rodríguez se enfrentó nuevamente a Jeremy Stephens en una revancha el 18 de octubre de 2019 en UFC por ESPN 6. Yair Ganó la pelea por decisión unánime. Esta pelea le valió el bono de Pelea de la Noche.
Rodríguez estaba programado para enfrentar a Zabit Magomedsharipov el 29 de agosto de 2020, en UFC Fight Night 175. Sin embargo, Rodríguez se retiró de la pelea por una lesión de tobillo.
El 3 de diciembre de 2020, el administrador de pruebas de antidopaje de UFC USADA anunció que Rodríguez había sido suspendido por 6 meses, retroactivo al 8 de septiembre de 2020, por no notificar a USADA su ubicación y ser incapaz de realizar las pruebas de dopaje. Volvió a ser elegible para competir el 8 de marzo de 2021.
Rodríguez estaba programado para enfrentar a Max Holloway el 17 de julio de 2021, en UFC on ESPN 26. Sin embargo, el 18 de junio de 2021, se anunció que Holloway fue obligado a retirarse de la pelea por una lesión. La pelea fue reprogramada para el 13 de noviembre de 2021, en UFC Fight Night 197. Rodríguez perdió la pelea por decisión unánime. La victoria lo hizo merecedor de su quinto premio de Pelea de la Noche.
Rodríguez enfrentó a Brian Ortega el 16 de julio de 2022, en UFC on ABC 3. Ganó la pelea por TKO en el primer asalto, luego de que Ortega sufriera una dislocación de hombro, que lo dejó incapaz de continuar.

#### Campeonato Interino de Peso Pluma de UFC
Rodríguez enfrentó a Josh Emmett por el Campeonato Interino de Peso Pluma de UFC el 12 de febrero de 2023, en UFC 284. Ganó la pelea y el título por sumisión (triangle choke) en el segundo asalto. Esta victoria lo hizo merecedor de su cuarto premio Actuación de la Noche.
Rodríguez enfrentó a Alexander Volkanovski en una pelea de unificación por el Campeón Mundial de Peso Pluma de UFC el 8 de julio de 2023, en UFC 290. Perdió la pelea por TKO en el tercer asalto.
Rodríguez enfrentó a Brian Ortega en una revancha el 24 de febrero de 2024, en UFC Fight Night 237. Perdió la pelea por sumisión en el tercer asalto. 

## Vida personal
Rodríguez tiene un hermano y una hermana. Es primo del boxeador olímpico Misael "Chino" Rodríguez.

## Campeonatos y logros

### Artes marciales mixtas
- Ultimate Fighting Championship
  - Campeón Interino de Peso Pluma de UFC (Una vez)
  - Ganador del Torneo de The Ultimate Fighter: Latin America
  - Pelea de la Noche (Cinco veces) vs. Charles Rosa, Alex Caceres, Chan Sung Jung, Jeremy Stephens y Max Holloway[43][44]
  - Actuación de la Noche (Cuatro veces) vs. Andre Fili, B.J. Penn, Chan Sung Jung y Josh Emmett
    - Empatado (con Cub Swanson y Max Holloway) por la mayor cantidad de bonos post-pelea en la historia de la división de peso pluma de UFC (9)[45]

  - Nocaut más tardío en la historia de UFC (4:59 en el quinto asalto)  vs. Chan Sung Jung[46]
  - Nocaut del Año 2018 vs. Chan Sung Jung[47]
- Mexican Fighters Promotions
  - Campeonato de Peso Pluma de FMP (Una vez)[48]
- MMA Fighting
  - Nocaut del Año 2018 vs. Chan Sung Jung[49]
- MMAJunkie.com
  - Nocaut del Año 2018 vs. Chan Sung Jung[50]
  - Pelea del Mes de octubre de 2019 vs. Jeremy Stephens[51]
- CombatPress.com
  - Nocaut el Año 2018 vs. Chan Sung Jung[52]
- MMADNA.nl
  - Nocaut del Año 2018 vs. Chan Sung Jung[53]

## Récord en artes marciales mixtas
| Récord profesional | Récord profesional | Récord profesional |
| 22 peleas          | 16 victorias       | 5 derrotas         |
| ------------------ | ------------------ | ------------------ |
| Nocaut             | 5                  | 3                  |
| Sumisión           | 4                  | 1                  |
| Decisión           | 7                  | 1                  |
| Sin resultado      | 1                  | 1                  |

| Resultado     | Récord   | Oponente              | Método                             | Evento                                       | Fecha                    | Ronda | Tiempo | Localización          | Notas |
| ------------- | -------- | --------------------- | ---------------------------------- | -------------------------------------------- | ------------------------ | ----- | ------ | --------------------- | --- |
| Victoria      | 16–5 (1) | Patrício Pitbull      | Decisión (unánime)                 | UFC 314                                      | 12 de abril de 2025      | 3     | 5:00   | Miami, Florida        | |
| Derrota       | 15–5 (1) | Brian Ortega          | Sumisión (arm-triangle choke)      | UFC Fight Night: Moreno vs. Royval 2         | 24 de febrero de 2024    | 3     | 0:58   | Ciudad de México      | |
| Derrota       | 15–4 (1) | Alexander Volkanovski | TKO (golpes)                       | UFC 290                                      | 8 de julio de 2023       | 3     | 4:19   | Las Vegas, Nevada     | Por el Campeonato de Peso Pluma de UFC.                                                                                     |
| Victoria      | 15–3 (1) | Josh Emmett           | Sumisión (triangle choke)          | UFC 284                                      | 11 de febrero de 2023    | 2     | 4:19   | Perth, Australia      | Ganó el Campeonato Interino de Peso Pluma de UFC. Actuación de la Noche.                                                    |
| Victoria      | 14–3 (1) | Brian Ortega          | TKO (lesión de hombro)             | UFC on ABC: Ortega vs. Rodríguez             | 15 de julio de 2022      | 1     | 4:11   | Elmont , New York     | |
| Derrota       | 13–3 (1) | Max Holloway          | Decisión (unánime)                 | UFC Fight Night: Holloway vs. Rodríguez      | 13 de noviembre de 2021  | 5     | 5:00   | Enterprise, Nevada    | Pelea de la Noche. |
| Victoria      | 13–2 (1) | Jeremy Stephens       | Decisión (unánime)                 | UFC on ESPN: Reyes vs. Weidman               | 18 de octubre de 2019    | 3     | 5:00   | Boston, Massachusetts | Pelea de la Noche. |
| Sin resultado | 12–2 (1) | Jeremy Stephens       | Sin resultado (piquete en el ojo)  | UFC Fight Night: Rodríguez vs. Stephens      | 21 de septiembre de 2019 | 1     | 0:15   | Ciudad de México      | Un piquete de ojo accidental dejó a Stephens incapaz de continuar.                                                          |
| Victoria      | 12–2     | Chan Sung Jung        | KO (codazo)                        | UFC Fight Night: Korean Zombie vs. Rodríguez | 10 de noviembre de 2018  | 5     | 4:59   | Denver, Colorado      | Actuación de la Noche. Pelea de la Noche. Nocaut del Año 2018. Rompe el récord del nocaut más tardío en la historia de UFC. |
| Derrota       | 11–2     | Frankie Edgar         | TKO (paro médico)                  | UFC 211                                      | 13 de mayo de 2017       | 2     | 5:00   | Dallas, Texas         | |
| Victoria      | 11–1     | B.J. Penn             | TKO (golpes)                       | UFC Fight Night: Rodríguez vs. Penn          | 15 de enero de 2017      | 2     | 0:24   | Phoenix, Arizona      | Actuación de la Noche. |
| Victoria      | 10–1     | Alex Caceres          | Decisión (dividida)                | UFC Fight Night: Rodríguez vs. Caceres       | 6 de agosto de 2016      | 5     | 5:00   | Salt Lake City, Utah  | Pelea de la Noche. |
| Victoria      | 9–1      | Andre Fili            | KO (patada a la cabeza)            | UFC 197                                      | 23 de abril de 2016      | 2     | 2:15   | Las Vegas, Nevada     | Actuación de la Noche. |
| Victoria      | 8–1      | Dan Hooker            | Decisión (unánime)                 | UFC 192                                      | 3 de octubre de 2015     | 3     | 5:00   | Las Vegas, Nevada     | |
| Victoria      | 7–1      | Charles Rosa          | Decisión (dividida)                | UFC 188                                      | 13 de junio de 2015      | 3     | 5:00   | Ciudad de México      | Pelea de la Noche. |
| Victoria      | 6–1      | Leonardo Morales      | Decisión (unánime)                 | UFC 180                                      | 15 de noviembre de 2014  | 3     | 5:00   | Ciudad de México      | Ganó el Torneo de Peso Pluma de The Ultimate Fighter: Latin America.                                                        |
| Victoria      | 5–1      | Angelo Suárez         | Sumisión (armbar)                  | FMP 14                                       | 4 de abril de 2014       | 1     | 2:12   | Colorado              | |
| Victoria      | 4–1      | Édgar Juárez          | KO (rodillazo volador)             | FMP 14                                       | 16 de febrero de 2013    | 1     | 0:13   | Chihuahua             | |
| Derrota       | 3–1      | Luis Roberto Herrera  | KO (golpes)                        | FMP 13                                       | 20 de diciembre de 2012  | 1     | 1:21   | Chihuahua             | |
| Victoria      | 3–0      | Carlos Ricardo        | Sumisión (inverted triangle choke) | The Supreme Cage 1                           | 10 de marzo de 2012      | 1     | 0:50   | Monterrey             | |
| Victoria      | 2–0      | Edgar Balderrama      | Sumisión (rear-naked choke)        | Jueves DIC 22                                | 22 de diciembre de 2011  | 1     | 2:13   | Chihuahua             | |
| Victoria      | 1–0      | Jonatan Guzmán        | Decisión (unánime)                 | FMP 8                                        | 10 de octubre de 2011    | 3     | 5:00   | Ciudad de México      | |

## Filmografía
| Año  | Título                                | Rol      | Nota                     |
| ---- | ------------------------------------- | -------- | ------------------------ |
| 2014 | The Ultimate Fighter                  | El mismo | Series de televisión     |
| 2016 | UFC 200 Greatest Fighters of All Time | El mismo | Miniseries de televisión |
| 2018 | El Pantera                            | El mismo | documental               |